# Alan P. Merriam
Alan Parkhurst Merriam (Missoula, 1º novembre 1923 – Varsavia, 14 marzo 1980) è stato un etnomusicologo statunitense.

## Biografia
Ha insegnato Antropologia presso la Northwestern University, la Indiana University e la University of Wisconsin. Fra i suoi studi più conosciuti c'è sicuramente "Etnomusicologia degli indiani Testapiatta" e "Antropologia della musica"
Il suo testo più importante, Antropologia della musica, promuove lo studio della musica con un metodo ed una prospettiva antropologica. Viene proposto un modello tripartito per lo studio dell'etnomusicologia, basato sull'indagine della "musica nella cultura". Vengono quindi indicati tre livelli: concettualizzazioni riguardo alla musica, comportamenti in relazione alla musica ed infine il suono della musica. Nei suoi ultimi lavori, Merriam rettificò il suo originale concetto di "musica nella cultura" in "musica come cultura"; inoltre, vennero proposti due approcci per lo studio analitico della musica, uno basato sul suono e l'altro sui comportamenti. 
Merriam morì nel disastro aereo del volo LOT Polish Airlines 7.